# Exploração do sucesso
A exploração do sucesso é uma acção desencadeada com a finalidade de colher os melhores resultados possíveis do êxito obtido com o ataque. A sua finalidade é impedir o inimigo de reconstruir uma defesa organizada ou de realizar uma operação retrógrada. É a fase decisiva da manobra ofensiva.
Em termos práticos, a exploração do sucesso é a continuação de um ataque e, sendo assim, os comandantes de todos os escalões que participam no ataque devem estar preparados para iniciar a exploração em qualquer momento que surja a oportunidade. Por norma, a exploração do sucesso só oferece resultados visíveis nos mais elevados escalões mas os resultados aparentemente insignificantes que os escalões mais baixos obtêm, localmente, não deixam de ser importantes e, pelos seus resultados cumulativos, conduzem ao sucesso.
As missões a atribuir às forças que executam a exploração do sucesso devem incluir a conquista de objectivos profundos e decisivos para que, por um lado, cortem as linhas de comunicação do inimigo por forma a impedir a sua retirada e, por outro lado, desorganizem o seu sistema de comando, de comunicações e de apoio logístico.
A exploração é normalmente iniciada quando o inimigo começa a mostrar dificuldades em manter as suas posições. A força atacante apercebe-se desse facto devido à diminuição da resistência da força inimiga, ao aumento de prisioneiros capturados e de material abandonado e quando começa a atingir posições de artilharia, postos de comando dos escalões mais elevados ou órgãos de apoio logístico. Normalmente passa-se à fase de exploração do sucesso quando se consegue uma rotura da posição inimiga.
Para a exploração do sucesso o comandante utiliza as forças empenhadas no ataque ou a sua reserva. A escolha depende da necessidade de reorganização, ou não, da força de ataque. Se esta se encontra em condições de continuar a acção e, sobretudo, se a sua missão já foi completamente cumprida, pode concluir-se, pelo menos em teoria, que é a força que se encontra mais prontamente disponível para continuar a progressão. Se a força de ataque ainda não cumpriu completamente a sua missão ou se encontra debilitada - frequentemente, as tropas e os respectivos chefes estão muito fatigados no momento em que deve ser iniciada a exploração - ou necessita de alguma reorganização e a reserva não foi empenhada de nenhuma forma, então, esta é a força que normalmente executa a exploração do sucesso.
Uma vez iniciada, a exploração do sucesso deve ser conduzida sem abrandamento, submetendo o inimigo, contínua e permanentemente, a uma forte pressão, até à conquista do objectivo final. Não deve ser dada ao inimigo nenhuma oportunidade para reorganizar as suas forças e reconstituir a defesa. O emprego das forças na exploração do sucesso é, em muitos aspectos, semelhante ao das forças na marcha para o contacto; deve progredir rapidamente e por forma a chegar aos objectivos com o máximo potencial de combate. A fim de que este não seja dissipado na obtenção de êxitos tácticos de pequena importância, as forças de exploração combatem o menos possível "limpando" a sua zona apenas na medida do necessário a uma progressão contínua. Se for encontrada uma resistência inimiga esta é, em princípio, fixada para não interferir com a progressão mas se for demasiado importante pode seguir-se um ataque coordenado. Não devem ser deixadas para a a retaguarda forças inimigas capazes de interferir na acção. A acção de exploração mantém-se de dia e de noite, independentemente das condições meteorológicas.
A possibilidade de exploração pode ser aumentada utilizando forças adicionais que seguem e apoiam a força de exploração. Aquelas forças impedem que o inimigo possa reconstituir a frente de combate que foi rompida e mantêm a posse do terreno importante conquistado no ataque inicial. Enquanto a força de exploração progride, as unidade que a seguem e apoiam garantem as linhas de comunicações, capturam ou destroem bolsas de resistência deixadas para a retaguarda, protegem áreas ou instalações, alargam a zona de exploração para um e outro lado do eixo de progressão da força de exploração e impedem o inimigo de conduzir forças para a zona de intervenção. É necessário estabelecer uma estreita ligação entre a força que segue e apoia e a força de exploração.